# Siegfried Haltman
Siegfried Haltman, bijnaam Siki (Moengo, 26 december 1941 - Paramaribo, 3 september 1941), is een Surinaams voetballer. Hij speelde voor SV Robinhood, AZ '67 en het Surinaamse voetbalelftal en verbleef korte tijd bij de clubs América FC en Baltimore Bays, maar kwam daar niet tot spelen. In 1964 werd hij uitgeroepen tot Surinaamse Voetballer van het Jaar.

## Carrière

### SV Robinhood
Siegfried Haltman begon met voetballen in de jeugd van SV Robinhood. In 1963 debuteerde hij in het seniorenteam dat in de Surinaamse Hoofdklasse speelt. Spelers van zijn lichting waren onder meer Armand Doesburg en Edwin Schal. In 1964 behaalde hij met Robinhood de landstitel na een ongeslagen seizoen. Hij werd dat jaar uitgeroepen tot Surinaamse Voetballer van het Jaar. In de volgende twee seizoenen eindigde Robinhood als tweede achter SV Transvaal.

### América FC
In 1966 verhuisde Haltman naar Recife in Brazilië en trad hij aan bij América Futebol Clube. Dit was betaald voetbal, waardoor er protest kwam tegen zijn deelname aan de kwalificatiewedstrijd voor de Olympische Zomerspelen van 1968 tegen Trinidad en Tobago. De TTFA diende na de wedstrijd een klacht in bij de FIFA, waarna Suriname gediskwalificeerd werd. Achteraf zou Haltman niet in officiële wedstrijden van América hebben gespeeld, aangezien de door de SVB vastgestelde transfersom van 8.000 Surinaamse gulden niet was betaald. Helemaal opgehelderd is dit later niet.

### Terugkeer naar Robinhood
Haltman keerde in hetzelfde jaar terug naar SV Robinhood dat in de seizoenen 1966 en 1967 opnieuw tweede werd achter SV Transvaal.

### Baltimore Bays
In 1968 verhuisde Haltman naar Baltimore, Maryland, in de Verenigde Staten en kwam hij uit bij de Baltimore Bays in de North American Soccer League. Hij kreeg het rugnummer 15. De onderhandelingen tussen de SVB en de club verliepen opnieuw stroef. Hij kwam ook hier niet in actie en besloot de club te verlaten.

### AZ '67
Haltman ging vervolgens naar Nederland en tekende bij AZ '67 uit Alkmaar. De club kwam toen net enkele maanden uit in de Eredivisie. Hij speelde in drie competitiewedstrijden gedurende één seizoen.

### Terugkeer naar Robinhood
Hierna keerde hij terug naar Suriname en sloot hij zich opnieuw aan bij SV Robinhood. In 1971 won hij met Robinhood de landstitel en speelde hij in 1972 de finale van de CONCACAF Champions Cup. Deze werd verloren van Olimpia uit Honduras met 2-0.

### International
Haltman maakte zijn debuut bij het Surinaams voetbalelftal op 4 april 1963 in een vriendschappelijke wedstrijd tegen Trinidad en Tobago, die eindigde in een 4-3 overwinning. Haltman scoorde het derde doelpunt. Hij speelde tijdens de kwalificatiewedstrijden voor de Olympische Zomerspelen van 1964 en het WK 1966. Voor de kwalificatiewedstrijden voor de Olympische Zomerspelen van 1968 werd het Surinaamse elftal in 1966 gediskwalificeerd vanwege zijn vermeende betaalde inzet bij América FC. Haltman verscheen nog in de Coupe Duvalier van 1966 in Haïti en kwam na het incident niet meer voor het nationale team uit.